# Syndrome de Taura
Le syndrome de Taura est l'une des maladies les plus dévastatrices affectant l'élevage des crevettes dans le monde. Depuis sa première description en Équateur, elle s'est répandue dans tous les pays d'Amérique pratiquant cette activité et des épidémies ont été signalées dans de nombreuses régions du Sud-Est asiatique. On a d'abord pensé que cette maladie avait une origine toxique et qu'elle était provoquée par des pesticides répandus dans des bananeraies voisines. Le caractère infectieux de la maladie est maintenant largement accepté. Le syndrome de Taura est reconnu comme une maladie notifiable par l'Office international des épizooties.

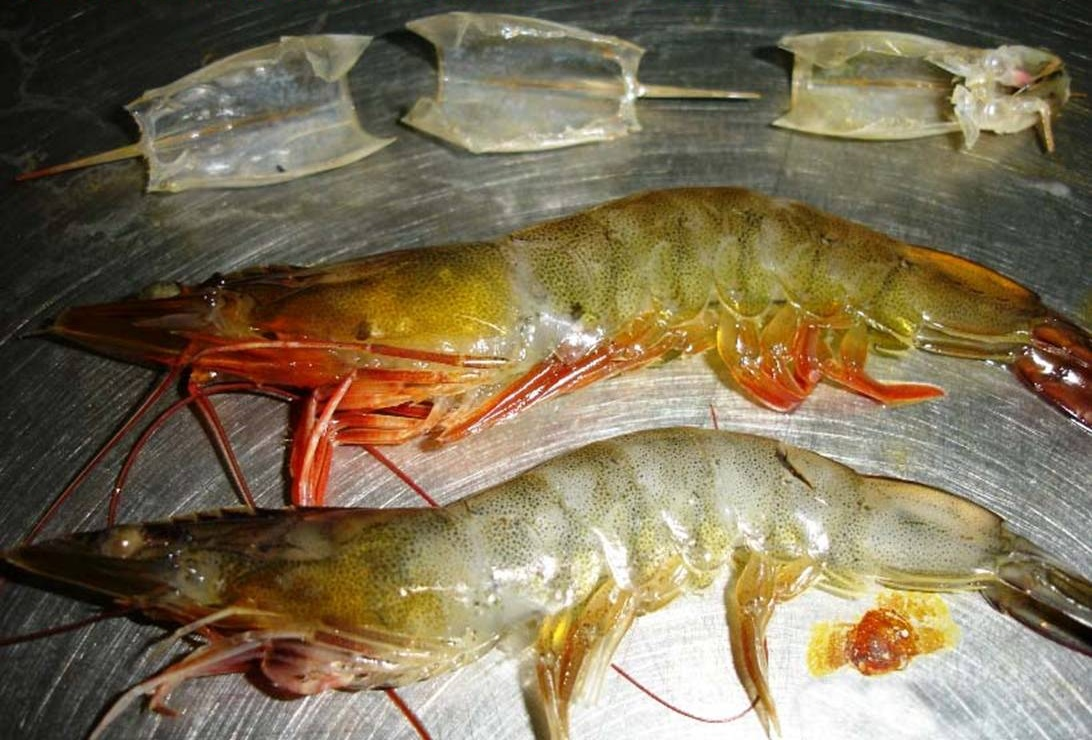
photo d'une crevette atteinte du syndrome de Taura (en bas)

Cette maladie a trois phases distinctes mais qui peuvent se chevaucher, à savoir : phase aiguë, phase de transition et phase chronique.
Le cycle de la maladie a été caractérisé dans le détail chez la crevette à pattes blanches (Litopenaeus vannamei). Cette espèce est particulièrement sensible à cette maladie. Après l'infection, soit par cannibalisme, soit par transmission par l'eau, la phase aiguë se développe. les signes cliniques peuvent se manifester dans un délai de sept heures après l'infection de quelques individus. Les crevettes infectées montrent divers symptômes : anorexie, léthargie, comportement natatoire erratique, opacification de la musculature de la queue, cuticule molle et, dans les cas d'infection apparaissant naturellement, expansion des chromatophores (phénomène de queue rouge). Sur le plan histologique, cette phase est caractérisée par des phénomènes de pycnose et caryorrhexis des noyaux cellulaires et de nombreuses inclusions cytoplasmiques dans l'hypoderme et l'épithélium cuticulaire des appendices (antennes, pattes), l'intestin céphalique, l'intestin postérieur, la cuticule générale du corps et les branchies. Les inclusions donnent aux tissus un aspect criblé de chevrotines et sont considérées comme des signes pathognomoniques de la maladie. La phase aiguë peut durer sept jours et entraîner un taux de mortalité allant jusqu'à 95 %.
Les crevettes qui survivent à la première phase entrent dans la phase dite de transition, qui dure approximativement du 5e au 8e jour après l'infection.
Les signes caractéristiques de cette phase sont des lésions mélanisées, de taille et de forme variables, que l'on peut voir sur la tête et sur la queue des crevettes.
Si la crevette réussit une autre mue à la suite de cette phase, elle va se débarrasser des lésions mélanisées et entrer dans la phase chronique.
La phase chronique est caractérisée sur le plan histologique par l'absence de lésions aiguës et par la présence de sphéroïdes de l'organe lymphoïde de morphogenèse ultérieure. Les sphéroïdes lymphoïdes ne sont pas en elles-mêmes caractéristiques de l'infection du syndrome de Taura et peuvent se rencontrer dans d'autres maladies virales des crevettes telles que l'infection par le virus du syndrome des taches blanches. La phase chronique commence six jours après l'infection et peut persister pendant une période de temps indéterminée, au moins huit mois dans des conditions expérimentales. Le diagnostic de la maladie pendant cette phase est problématique car les crevettes ne manifestent aucun signe apparent de la maladie. Les crevettes ayant survécu à une épidémie du syndrome de Taura semblent être réfractaires à toute réinfection, mais restent contagieuses.
Un diagnostic présomptif peut être établi en voyant des crevettes mortes ou mourantes dans les filets utilisés pour des évaluations de routine. Les oiseaux prédateurs sont attirés par les bassins infectés et se nourrissent abondamment de crevettes mourantes, contribuant à diffuser la maladie dans les élevages d'une région donnée. Seuls les signes de l'infection causée par le syndrome de Taura, tels que les taches cuticulaires mélanisées, peuvent fournir un solide diagnostic présomptif, mais il faut prendre garde qu'ils peuvent être confondus avec d'autres formes de maladies de la carapace, telles que la maladie bactérienne de la carapace. En général, les lésions histopathlogiques pathognomoniques sont la première étape d'un diagnostic de confirmation. L'hybridation moléculaire in situ, la réaction de polymérisation en chaîne par transcryptase réverse et des anticorps monoclonaux spécifiques peuvent aussi être utilisés pour le diagnostic.
Les stratégies de défense face à cette maladie comprennent le choix d'espèces plus résistantes, telles que Litopenaeus stylirostris, et le repeuplement à l'aide de crevettes indemnes ou résistantes à l'agent pathogène en cause. Le peuplement avec des post-larves à des densités plus élevées a aussi été défendu. D'autres techniques, d'une efficacité limitée, ont été testées, la polyculture des crevettes avec des Tilapia, les immunostimulants apportés dans l'eau ou dans les aliments, et le chaulage des bassins.
Le virus du syndrome de Taura appartient à la famille des Dicistroviridae, genre des Cripavirus. Ce virus intracytoplasmique est une particule non-enveloppée de 2 nm à morphologie icosaédrique. Son génome à simple brin torsadé positif comprend 10 205 nucléotides. Il y a une région de 377 nucléotides non traduite suivie par deux cadres de lecture ouverts séparés par une région intergénique de 226 nucléotides. Le cadre de lecture ouvert 1 a révélé des motifs caractéristiques de l'hélicase, une protéase et une ARN polymérase ARN-dépendante. Des protéines de la capside (55, 40 et 24 uma) ont été cartographiées dans le cadre de lecture ouvert 2.